# Australian Academy of Cinema and Television Arts
L’Australian Academy of Cinema and Television Arts (AACTA) è un’organizzazione professionale di esperti in campo cinematografico e televisivo in Australia. 
Fondata il 18 agosto 2011,  con l’appoggio dell’Australian Film Institute (AFI), come nuova accademia per l’assegnazione degli AACTA Awards (precedentemente Australian Film Institute Awards, noti anche come AFI Awards) che premiano l'eccellenza dei professionisti in Australia nel settore della cinematografia e della televisione.
L'Accademia è composta da 15 categorie, ognuna delle quali rappresenta diversi artisti tra cui attori, registi, produttori e sceneggiatori ed è supervisionato dal presidente dell’Accademia e dal Consiglio Onorario. L’attore australiano Geoffrey Rush ha ospitato l’edizione inaugurale degli AACTA Awards in qualità di presidente nel gennaio 2012.

## Struttura
L’Accademia, che ha tra i 1500 e i 2000 membri, comprende 15 categorie, ognuna delle quali rappresenta una diversa area di specializzazione in lungometraggi, televisione, documentari e cortometraggi. È supervisionato dal presidente dell'Accademia e dal Consiglio Onorario. Il ruolo del Consiglio Onorario è quello di determinare politiche e strategie per il modo in cui l'Accademia premia gli artisti.
Le 15 categorie sono:
- Attori
- Animatori
- Fotografi
- Compositori
- Costumisti
- Registi
- Editori
- Produttori
- Produttori esecutivi
- Make-up Artist ed Hair’s Stylist
- Media e Pubbliche relazioni
- Post-produzione e montaggio
- Sonoro e montaggio sonoro
- Sceneggiatori
- Effetti speciali